# Spørgsmål
Spørgsmål er en sproglig ytring om et uafklaret element, der rettes til en eller flere personer med det formål at opnå information i form af et svar. Inden for pragmatikken kan et spørgsmål således anses som en illokutionær talehandling.

## Spørgsmålstyper
Spørgsmålstyper kan inddeles i to hovedkategorier: Reelle spørgsmål og retoriske spørgsmål.[kilde mangler]

### Reelle spørgsmål
Reelle spørgsmål inddeles i to underkategorier med enten lukkede eller åbne variable, hvorimod det ikke giver mening at underinddele retoriske spørgsmål i de samme to undergrupper. Ved et reelt spørgsmål med lukkede variable skal besvarelsen vælges ud fra et fast sæt at svarmuligheder, mens respondenten ved et spørgsmål med åbne variable frit kan afgive sit svar alt efter om der skal svares med tal eller i tekst.

#### Lukkede spørgsmålstyper
Er spørgsmål, hvor respondenten kun har mulighed for at vælge mellem faste svar. Respondenten kan ikke frit vælge, hvad der skal svares. F.eks. Handler du meget i denne butik? Ja, Nej, Ved ikke.

##### Single-choice
Respondenten skal i sit svar angive ét svar ud af flere.
Eksempel: Er du glad for dit job? Ja, Nej, Ved ikke.

##### Multiple-choice
Respondenten kan i sit svar angive flere svar ud af flere.
Eksempel: Hvilke idrætsgrene dyrker du? Svømning, Motionsløb, Stavgang

#### Åbne spørgsmålstyper
Eksempler på spørgsmål med åbne variable:

##### Tal
Respondenten skal i sit svar på et spørgsmål angive et tal.
Eksempel: Hvor gammel er du?

##### Tekst
Respondenten skal afgive sit svar i form af tegn, f.eks. tekst eller tal.
Eksempel: Hvad er dit navn?

### Retoriske spørgsmål
Et retorisk spørgsmål er et spørgsmål, hvorpå spørgeren ikke forventer et svar, enten fordi spørgeren umiddelbart efter selv giver svaret, eller fordi dette kan betragtes som indlysende.
Eksempler:
Skal vi lade dem stjæle vore parcelhuse? aldrig i livet!
Ønsker vi at leve i et retssamfund?